# Semiothisa albipuncta
Semiothisa albipuncta fue una división taxonómica para una especie de polilla perteneciente a la familia Geometridae, descrita por el entomólogo William Warren en 1894. El nombre fue borrado del Global Biodiversity Information Facility en noviembre de 2022. En algunas bases de datos es puesta como sinonimia de la especie de la Malasia peninsular, Chiasmia albipuncta.